# إيتان تيبي
ايتان تيبي (بالعبرية: איתן טיבי‏) (16 نوفمبر 1987 بالقدس في إسرائيل - ) هو لاعب كرة قدم إسرائيلي في مركز الدفاع. شارك مع منتخب إسرائيل لكرة القدم. أما مع النوادي، فقد لعب مع بيتار القدس ونادي رويال شارلروا ونادي مكابي تل أبيب ونادي هبوعيل إيروني كريات شمونة وHapoel Ra'anana A.F.C. ‏ وHakoah Amidar Ramat Gan F.C. ‏.

## وصلات خارجية
- إيتان تيبي على موقع الاتحاد الدولي (مؤرشف)  (الإنجليزية)
- إيتان تيبي على موقع الاتحاد الأوربي (الإنجليزية)
- إيتان تيبي على موقع قاعدة بيانات كرة القدم.إي يو (الإنجليزية)
- إيتان تيبي على موقع ناشيونال فوتبول تيمز (الإنجليزية)
- إيتان تيبي على موقع Soccerway.com (الإنجليزية)
- إيتان تيبي على موقع AS.com (الإسبانية)